# Sling TV
Sling TV é uma plataforma de streaming americana, operada pela Sling TV LLC, uma subsidiária da Dish Network . Os servições da Sling TV são oferecidos nos Estados Unidos e Porto Rico, desde de o ano de 2015 e oferece programação para brasileiros nos Estados Unidos, transmitindo canais como Record, TV Globo e SBT e até a Globoplay.  
Em agosto de 2021, o serviço atingiu um total de 2,44 milhões de assinantes.  Em setembro de 2021, a Sling TV atingiu 2.556 milhões de assinantes. 

## História
A Sling expandiu suas ofertas de canais premium em 1º de abril de 2015, quando a Dish anunciou que adicionaria a HBO à Sling TV como um pacote adicional. Semelhante ao acordo com a Epix, a adição da HBO foi parte de um amplo acordo entre a Dish Network e a Time Warner que incluiu a renovação de seu acordo de transporte para os canais a cabo do Turner Broadcasting System, incluindo TBS, TNT, TruTV, CNN, Cartoon Rede e natação para adultos.  A Sling  adicionou a HBO como um pacote adicional - que consiste nos feeds da costa leste e oeste do canal linear primário (embora excluindo seus seis serviços multiplex) e permite acesso sob demanda ao conteúdo de programação da HBO - em 9 de abril de 2015. O serviço Sling Latino foi lançado em 4 de junho de 2015, com duas camadas de programação em espanhol complementares, "Paquete Total" e "Paquete Esencial". Os clientes podem adquirir dois pacotes adicionais, "Colômbia" e "Espanha". Este serviço não requer a compra do pacote "Best of Live TV".  Em 19 de novembro de 2015, a Blockbuster LLC migrou o serviço Blockbuster On Demand VOD exclusivamente para a Sling TV; como resultado, a Blockbuster e a Dish Network começaram a redirecionar todos os clientes do Dish que assinaram o serviço para mudar para o Sling a fim de continuar acessando o seu conteúdo de filme.  